# アイヴィン・アルネス
アイヴィン・アルネス（Eyvind Alnæs、1872年4月29日 フレドリクスタ – 1932年12月24日 オスロ）は、ノルウェーの作曲家、ピアニスト、オルガニスト、合唱指揮者。
オスロでイヴェル・ホルテルに、ライプツィヒでカール・ライネッケに師事する。1896年に《交響曲 第1番》を初演した後も、ベルリンでユリウス・ルートハルトに指導を受ける。1895年から1907年までドランメンにてオルガニストを務め、その後はオスロのいくつかの教会でオルガニストや聖歌隊の指揮者を務めた。ノルウェー作曲家協会の設立にも手を貸している。  
後期ロマン派音楽に即した作風によって、2つの交響曲のほか、《交響的変奏曲》や《ピアノ協奏曲 ニ長調》作品27、ピアノ曲、オルガンのためのコラール前奏曲、合唱曲、ノルウェー語歌曲を作曲した。アルネースの幾多の歌曲は、キルステン・フラグスタートやフョードル・シャリアピンによって録音されてきた。2007年には作品27のピアノ協奏曲が、ピアーズ・レインのピアノとアンドルー・リットン指揮ベルゲン・フィルハーモニー管弦楽団の演奏により録音された。